# 姚學閔
姚學閔（1545年—？），字汝孝，號順山，湖廣常德府武陵縣人，民籍，明朝政治人物。

## 生平
嘉靖四十三年（1564年）甲子科湖廣鄉試第六十六名舉人。隆慶五年（1571年）中式辛未科會試第一百四十名，三甲第二百零六名進士。工部觀政，隆慶六年（1572年），任直隸歙縣知縣。萬曆五年（1577年）七月选授刑科給事中，七年二月阅视宣大山西军务，三月升户科右，疏论三边八事，八年二月升禮科左，七月巡视京营，九年五月升户科都，丁憂歸。十三年三月复除原职，十四年三月升河南右参政，十六年升山西按察使，管潞安兵备事，十八年升河南右布政使，二十年考察调簡。二十四年閏八月补广西右布政，二十六年升河南左布政使，三十三年七月加太常寺卿銜致仕。

## 家族
曾祖姚正聦；祖父姚應春；父姚世才，母曾氏；前母聶氏。具庆下。